# NGC 2771
NGC 2771 (również PGC 25875 lub UGC 4817) – galaktyka spiralna z poprzeczką (SBab), znajdująca się w gwiazdozbiorze Wielkiej Niedźwiedzicy. Odkrył ją John Herschel 8 marca 1831 roku.